# 東日本旅客鐵道

東日本旅客鐵道的營運範圍，以深綠色表示。

東日本旅客鐵道（日语：／ Higashi nihon Ryokaku tetsudō */?），通稱JR東日本（／ Jei āru Higashi nihon，英語簡稱JR East），是日本7間JR鐵路公司之一，以日本東部為營運範圍，為JR集團乃至於日本規模最大的鐵路公司，在東京首都圈擁有龐大的鐵路運輸路網。現為東證一部上場企業，以及日經225（日經平均指數）與TOPIX Large70組成股之一。
JR東日本在1987年（昭和62年）4月1日隨著日本國鐵的分拆及民營化而成立，主要經營原日本國鐵在東北與關東地方全域、甲信越地方大部分地區、以及靜岡縣部分地區的在來線客運業務，並負責經營本州東部的新幹線路線。其企業代表色是綠色。截至2015年10月1日，其營運路線長度達7,458.2公里，是JR集團各公司中最長的，每日平均乘客數達1,659萬人次（2010年度）。除了鐵路運輸的本業之外，車站內的商業設施、以及以Suica為首的支付平台也是其重要收入，並發行自己的信用卡「View信用卡」。JR東日本也是第一家參與經營海外鐵路的日本鐵路公司，即英國West Midlands Trains，將日本的鐵路管理經驗帶進歐洲，亦是繼港鐵公司後第二間參與英國鐵路營運的亞洲鐵路公司。
JR東日本在2012年發表的「集團經營構想V 〜不斷前進〜」提出「在區域立足。向世界發展。」的概念，2016年10月再提出口號「TICKET TO TOMORROW ～讓所有人，都擁有迎向未來的車票。」

## 概況
在擁有日本三分之一人口居住的東京圈擁有眾多路線，是東京圈的通勤運輸主力。1日平均輸送人員約1,659萬人（2010年度），年營收將近2兆7,000億日圓（連結），其中1兆1,153億日圓是來自關東圈的通勤、通學路線運輸收入，4,909億日圓來自新幹線運輸收入（2007年度）。
2015年10月1日的路線營業里程達7,458.2公里 ，是JR集團中營業路線最長的公司，2015年4月1日的社員人數有58,550人也是JR集團中擁有最多職員的公司。
由於擁有首都圈的車站與路線，加上在國鐵分割民營化時繼承了國鐵眾多優良資産與相關企業股份，是JR集團中最早跨足鐵道事業以外事業並積極發展多角化經營的公司。JR東日本將鐵道以外的事業稱為「生活服務事業」，內容包含了車站站內商場與車站周邊購物中心、飯店、廣告、住宅等。
2000年代後半的三大事業如下：
- 鐵道事業
- 生活服務事業 - ecute、atre、Dila等站內（付費區內外）商場開發經營與不動產業等。

- Suica事業 - 交通系IC卡兼電子貨幣的「Suica」相關業務。除了手續費的收入，還與信用卡合作將Suica擴大至小額付款[8]。

做為鐵道沿線振興與企業社會責任，JR東日本推出了介紹地方物產與觀光資源的「地域再發見計畫」、育兒支援事業「HAPPY CHILD PROJECT」等計畫。
東日本大震災後，JR東日本在大船渡線與氣仙沼線委託地方巴士業者經營BRT事業，是自1988年成立JR巴士關東、JR巴士東北以來首次跨足巴士事業。

## 本社、支社等

### 本社
東京都澀谷區代代木二丁目2番2號 JR東日本總部大樓（新宿站）

### 支社
| 支社                   | 地址                                 | 車站     |
| ---------------------- | ------------------------------------ | -------- |
| 東京支社               | 東京都北區東田端二丁目20番68號       | 田端站   |
| 橫濱支社               | 神奈川縣橫濱市西區平沼一丁目40番26號 | 橫濱站   |
| 八王子支社             | 東京都八王子市旭町1番8號             | 八王子站 |
| 大宮支社               | 埼玉縣埼玉市大宮區錦町434番地4       | 大宮站   |
| 高崎支社               | 群馬縣高崎市榮町6番26號              | 高崎站   |
| 水戶支社               | 茨城縣水戶市三之丸一丁目4番47號      | 水戶站   |
| 千葉支社               | 千葉縣千葉市中央區弁天二丁目23番3號  | 千葉站   |
| 仙台支社               | 宮城縣仙台市青葉區五橋一丁目1番1號   | 仙台站   |
| 福島支店（仙台支社下） | 福島縣福島市榮町1番1號               | 福島站   |
| 山形支店（仙台支社下） | 山形縣山形市香澄町一丁目1番1號       | 山形站   |
| 盛岡支社               | 岩手縣盛岡市盛岡站前通1番41號        | 盛岡站   |
| 青森支店（盛岡支社下） | 青森縣青森市柳川一丁目1番1號         | 青森站   |
| 秋田支社               | 秋田縣秋田市中通七丁目1番1號         | 秋田站   |
| 新潟支社               | 新潟縣新潟市中央區花園一丁目1番1號   | 新潟站   |
| 長野支社               | 長野縣長野市栗田992番地6             | 長野站   |
| 新幹線運行本部         | 東京都千代田區丸之內一丁目9番1號     | 東京站   |

### 附屬機構
- JR東日本研究開發中心
  - 所在地：埼玉縣埼玉市北區日進町2番479號（日進站步行15分）
- JR東日本綜合研修中心
  - 所在地：福島縣白河市十三原道下1番1號（新白河站搭乘巴士15分）
- JR東京綜合醫院
  - 所在地：東京都澀谷區代代木二丁目1番3號
- JR東日本健康推進中心
  - 所在地：東京都品川區廣町一丁目1番19號（大井町站步行10分）
- JR仙台醫院
  - 所在地：仙台市青葉區五橋一丁目1番5號（仙台站步行10分、五橋站步行5分）
- JR東日本營業研修中心
  - 所在地：埼玉縣埼玉市南區
- 能源管理中心
  - 所在地：東京都澀谷區代代木二丁目2番2號
- 東京工事事務所
  - 所在地：東京都澀谷區代代木二丁目2番6號
- 東京電氣系統開發工事事務所
  - 所在地：東京都澀谷區代代木二丁目2番6號
- 上信越工事事務所
  - 所在地：群馬縣高崎市榮町6番26號
- 東北工事事務所
  - 所在地：宮城縣仙台市青葉區五橋一丁目1番1號
- 海外事務所（紐約、巴黎、布魯塞爾、新加坡、倫敦）

### 自有發電設施
JR東日本繼承了國鐵時代為了供給首都圈路線電力所建設的川崎市川崎區川崎火力發電所與新潟縣小千谷市周邊的信濃川發電所（信濃川中游的宮中水壩取水），因此不受到東京電力停止供電的影響。2006年8月14日的首都圈大規模停電，JR東日本僅有京葉線部分區間受到影響。
但是2004年10月23日發生的新潟縣中越地震，造成小千谷市的水力發電所受損，使得JR東日本須向東京電力購入電力以滿足營運需求至2006年春修復工程完成為止。然而因水利權醜聞，信濃川發電所依賴的取水來源宮中水壩暫停使用，JR東日本再次向東京電力購電至2010年6月10日信濃川發電所恢復發電為止。
2011年3月11日的東日本大震災影響，東京電力的福島縣福島第一核電廠、福島第二核電廠等停止運轉，東日本實施分區限電。在十日町市長的提案與國土交通省的指示下，信濃川發電所增加發電量供給東京電力。JR東日本也配合限電減少車站照明與電車班次。

## 歷代社長
| 代數  | 姓名     | 在任期間        | 出身學校                   |
| ----- | -------- | --------------- | -------------------------- |
| 初代  | 住田正二 | 1987年 - 1993年 | 東京大學法學部             |
| 第2代 | 松田昌士 | 1993年 - 2000年 | 北海道大學大學院法學研究科 |
| 第3代 | 大塚陸毅 | 2000年 - 2006年 | 東京大學法學部             |
| 第4代 | 清野智   | 2006年 - 2012年 | 東北大學法學部             |
| 第5代 | 富田哲郎 | 2012年 - 2018年 | 東京大學法學部             |
| 第6代 | 深澤祐二 | 2018年 -        | 東京大學法學部             |

## 歷史
- 1987年（昭和62年）
  - 4月1日：國鐵分割民營化，東日本旅客鐵道正式成立[14]。
  - 6月：全面收購東日本KIOSK株式會社（即現時JR東日本零售網），成為轄下全資子公司。
  - 7月16日：廢止會津線（轉為會津鐵道）。
- 1988年（昭和63年）
  - 3月24日：廢止木原線（轉為夷隅鐵道）。
  - 4月1日：分拆轄下部門東北客車事業部及關東客車事業部，成立JR巴士東北株式會社及JR巴士關東株式會社。東京圈運行本部旗下的水戶、千葉、高崎3運行部升格為支社。
  - 9月：全面收購JR東日本商事，成為轄下全資子公司。
  - 10月24日：與富士電視台、日立製作所的共同企劃「ORIENT EXPRESS '88」日本一周旅遊列車從上野站出發。
  - 10月25日：廢止長井線（轉為山形鐵道）。
  - 12月5日：中央線東中野站發生列車追撞事故，造成1名駕駛和1名乘客喪生。
- 1989年（平成元年）
  - 3月29日：廢止足尾線（轉為渡良瀨溪谷鐵道）。
  - 4月：成立經營餐飲事業的全額出資子公司JR東日本餐廳株式會社（現JR東日本食品服務株式會社）。
- 1990年（平成2年）
  - 3月：取得日本食堂株式會社（現株式會社日本餐廳公司）的股分，成為子公司。
  - 4月1日：東北地域本社旗下的盛岡、秋田兩支店改稱支社。
  - 9月1日：東京圈運行本部與東京圈營業本部整合成立東京地域本社。
- 1991年（平成2年）
  - 3月1日：引入名為io-card的磁卡式車票系統，首階段於山手線沿線車站實施[14]。。
  - 6月20日：東北新幹線東京站 - 上野站間通車[14]。
- 1992年（平成3年）
  - 7月1日：山形新幹線通車[14]。
  - 9月14日，成田線久住站至滑河站間發生平交道事故。列車撞向一輛闖進平交道的泥頭車，造成列車駕駛殉職。
- 1993年（平成5年）10月26日：東京證券交易所上市[14]。
- 1994年（平成6年）10月：轄下鐵路車輛製造商新津車輛製作所投產。
- 1996年（平成8年）
  - 3月13日：開設網站[14]。
  - 10月1日：東京地域本社部分脫離成立橫濱支社[14]。
- 1997年（平成9年）
  - 3月22日：轄下快速、普通列車全面禁煙。連接秋田及盛岡的秋田新幹線通車[14]，並直通東北新幹線串連東京。
  - 9月29日：總公司自東京都千代田區丸之內的原國鐵總部大廈遷移至東京都澀谷區代代木的新總部大樓[14][15]。
  - 10月1日：長野新幹線（今北陸新幹線）高崎至長野段通車[14]，並與東北、上越新幹線直通運行至東京。並行的在來線信越本線橫川站 - 篠之井站間廢止，其中的輕井澤站 - 篠之井站區間轉為信濃鐵道。
  - 10月12日：中央線大月站發生列車相撞事故，造成1名女乘客重傷。
- 1998年（平成10年）
  - 3月31日：全面中止公司直轄的所有車站餐飲業務。部分業務其後轉移到日本食堂及其他子公司。
  - 4月1日：分拆部分東京地區本社管轄的路線，成立八王子支社。東北地區本社更名為仙台支社。
  - 10月1日：東京地區本社更名為東京支社。
- 1999年（平成11年）
  - 6月1日：擴大東京近郊路段覆蓋範圍。
  - 9月：全面收購弘濟整備株式會社（現稱株式會社東日本環境Access）。
- 2000年（平成12年）
  - 11月29日：發表首份未來策略書「New Frontier 21」[14]。
- 2001年（平成13年）
  - 1月26日：山手線新大久保站發生乘客墜軌事故，造成3名乘客死亡。
  - 4月1日：分拆東京支社管轄的東京以北的路線，由新成立的大宮支社接管。
  - 6月22日：日本政府修訂JR公司法（於該年6月15日通過）。由於本州3家JR公司在修訂後不受該法規管，令JR東日本法理上完成民營化。
  - 11月18日：智能卡車票系統Suica啟用。
  - 12月1日：湘南新宿線開始營運。
- 2002年（平成14年）
  - 1月21日：開設日本國外預約劃位車票的網上服務world eki-net（已於2005年12月22日關閉）。
  - 2月：自日立製作所子公司日立物流收購東京單軌電車股權，JR東日本跨足單軌鐵路業務。
  - 6月21日：售出所有由日本鐵道建設公團（現稱獨立行政法人鐵道建設、運輸設施整備支援機構）持有的股權，令JR東日本正式民營化[16][17]。
  - 12月1日：東北新幹線盛岡站 - 八戶站通車。東北本線盛岡站 - 八戶站區間的盛岡站 - 目時站轉為IGR岩手銀河鐵道，目時站 - 八戶站轉為青森鐵道。更改男職員的制服樣式。
- 2003年（平成15年）
  - 9月1日：更改男駕駛的制服樣式。
  - 10月28日：更改女職員的制服樣式。
- 2004年（平成16年）
  - 8月1日：Suica與JR西日本智能卡系統ICOCA開始互通[註 4]。
  - 10月16日：再次擴大東京近郊路段範圍。
  - 10月23日：發生新潟中越地震，一列行駛中上越新幹線列車因此出軌，幸而並未造成任何傷亡。但受事故影響，上越新幹線一直到12月才恢復營運。
  - 11月27日：增設「新潟近郊路段」範圍。
- 2005年（平成17年）
  - 1月24日：發表第二份未來策略書「New Frontier 2008——新的創造及發展」。
  - 3月31日：停售io-card磁卡，智能卡Suica正式成為主要車票。
  - 12月25日：羽越本線列車被強風吹翻，導致5名乘客死亡。
- 2006年（平成18年）2月10日：停用io-card磁卡自動閘機。
- 2007年（平成19年）
  - 3月18日：新幹線、在來線特急列車及車站全面禁煙，並廢除開放吸煙的車廂及特別室。同日關東私鐵的智能卡系統PASMO啟用，並與Suica互通。
  - 3月25日：更新JR東日本官方網站外文版本（英文、中文、韓文），並在這些版本提供列車運行情報。同日，「JR-EAST-Shinkansen-Rservation」取代「world eki-net」接受海外預約劃位車票，但範圍縮小至JR東日本管轄範圍內的列車。
- 2008年（平成20年）
  - 3月15日：第三次擴大東京近郊路段範圍。
  - 3月29日：Suica開始與JR東海智能卡系統TOICA互通。
  - 4月1日：發表第三份未來策略書「集團經營理念2020—挑戰—」。
- 2009年（平成21年）
  - 2月13日：公司轄下的信濃川水力發電站被發現蓄意違反取水量規定過量儲水，被國土交通省北陸地方發展局發出行政處分，取消發電站的取水權。同日起發電站停止運轉。處分一直至2010年6月9日才被解除。
  - 3月14日：Suica開始與JR北海道智能卡系統Kitaca互通。
- 2010年（平成22年）
  - 2月1日：信用卡事業分割成立株式會社View Card。
  - 3月13日：Suica開始與JR九州智能卡系統SUGOCA、西日本鐵道智能卡系統nimoca、福岡市交通局智能卡系統快捷卡互通。這次互通是自PASMO以來首次與非JR系公司的智能卡系統互通。
  - 4月1日：全面收購連鎖超市紀之國屋，成為全資子公司。
  - 12月4日：東北新幹線八戶站 - 新青森站區間通車，東京站 - 新青森站間全通。東北本線八戶站 - 青森站間轉為青森鐵道。
- 2011年（平成23年）
  - 3月11日：受東北地方太平洋沖地震影響，以東北方面的路線為中心遭受巨大損失。東北新幹線暫停運行。
  - 4月29日：東北新幹線（東京車站 - 新青森車站區間）恢復運行。
- 2012年（平成24年） 
  - 4月2日：併購東急集團旗下東急車輛製造的鐵路相關業務，成立綜合車輛製作所。
  - 8月20日：氣仙沼線柳津站至氣仙沼站暫時以BRT復駛，是自1988年以來首次恢復巴士業務。
- 2013年（平成25年）
  - 3月2日：大船渡線氣仙沼站至盛站暫時以BRT復駛。
  - 3月23日：交通系IC卡全國相互利用服務正式上路，Suica與「manaca」、「PiTaPa」互通。
- 2014年（平成26年）
  - 4月1日：岩泉线废线。擴張东京和新泻近郊区间，新设仙台近郊区间。新津车辆制作所的车辆制造部门并入综合车辆制作所，新津工厂也成为综合车辆制作所旗下新津事業所。
  - 10月28日：排除在世界貿易組織 (WTO) 政府採購協議對象之外[18]。
- 2015年（平成27年）
  - 3月14日：北陸新幹線長野站 - 上越妙高站 - 金澤站間延伸通車[19]，其中長野站 - 上越妙高站由JR東日本經營。信越本線長野站 - 妙高高原站間轉為信濃鐵道，妙高高原站 - 直江津站間轉為越後心動鐵道。 同時上野東京線（東京站 - 上野站間）通車。
  - 5月30日：仙石線全線復線，東北本線支線[20]松島站 - 高城町站（仙石東北線）通車[21][22][23]。
  - 8月-9月：東京都內發生JR東日本設施連續縱火事件。
- 2016年（平成28年）
  - 2月23日：JR東日本推出共通點數服務「JRE POINT」[24][25][註 5]。
  - 3月26日：Suica與icsca共通。
- 2017年（平成29年）
  - 5月1日：豪华列车“TRAIN SUITE四季岛”开始上线运营。
  - 12月11日：与三井物产和Averio UK一起從英國交通部获得西米德兰地区客运铁路业务的运营权。这是JR东日本首次参与海外铁路运营[27]。
- 2018年（平成30年）
  - 4月：出資一億日圓（2700萬新台幣）在台灣成立分公司「台灣捷爾東事業開發股份有限公司」，經營、周邊餐飲、車站便當、飯店等事業[28]。
  - 7月3日：發表集團經營願景「變革2027」[29]。

- 2019年（平成31年；令和元年）
  - 3月23日：山田线宫古站至釜石站区间移交三陆铁道运营。
  - 7月29日：发表《JR EAST》杂志2019年7月刊的休刊决定。[30]
  - 8月1日：在东京都内東京站、新宿站、池袋站、立川站开始JR Office服务。[31]
  - 10月12日：由于颱風海貝思的影响，大量的路线受灾，尤其是北陆新干线的长野新干线车辆中心内有10编成（其中2编成为JR西日本的）的车辆受灾。
  - 11月30日：开通相鐵·JR直通線，开始了与相模鐵道的相互直通运行。与此同时所属于东海道本线的鶴見站-羽澤橫濱國大站开业。[32]
- 2020年（令和2年）
  - 1月：发现了东北新干线和上越新干线的367根高架柱上存在耐震补强工程的泄露。在在来线上也开始调查。[33]
  - 4月1日：废除了氣仙沼線柳津-气仙沼、大船渡線气仙沼-盛站间的铁道事业。[34]
  - 5月1日：开始穿着新的制服。取消了在驾驶员的制服上使用红带，改为管理着及以上的人使用。
  - 7月：发现神奈川、秋田、宫城、福岛县的车站内的多功能厕所在列车运行的时间带内上锁的现象。JR对此表示歉意，解除了神奈川的10个站和秋田的2个站的厕所锁闭，但其他站的因为没有站员而未开放。[35]
  - 8月26日：京叶线、武藏野线等六条线路上发现276根的高架桥柱的耐震工作出现遗漏。修复工作将持续到2022年末。[36]
  - 9月3日：发表了在2021年3月的时刻表调整中将东京圈100km间的终电时间前移的决定（为了改善工务人员工作情况）。[37]
  - 9月16日：因为新冠病毒造成的旅客减少，国铁民营化后首次发表2021年3月份的连接业绩将会是赤字的预想。[38]
- 2021年（令和3年）
  - 6月30日：与JR北海道、JR九州、JR东海、JR西日本一起，结束新干线上列车公众电话的设置。
  - 6月30日：1964年设立，从旧国铁继承的纽约办事处停止营业[39]。
- 2022年（令和4年）
  - 3月1日：新开洛杉矶办事处，纽约办事处正式撤销[40]。
  - 3月16日：福岛县地震导致铁道设施大规模破坏，东北新干线发生列车脱轨事故。

## 路線

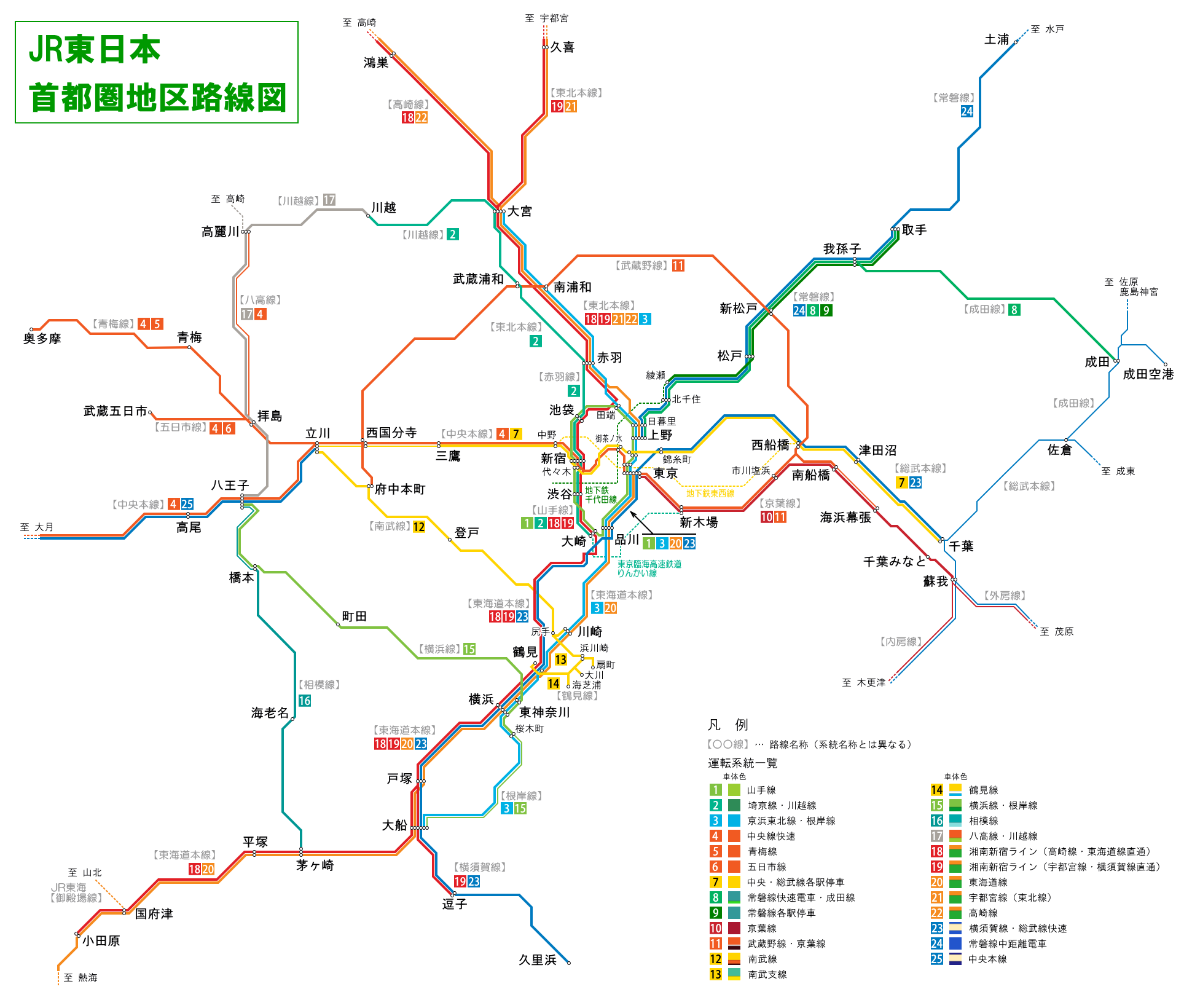
JR東日本首都圈營運路線圖

JR東日本首都圈近郊營運系統路線圖

以青森縣（海峽線除外）、岩手縣、宮城縣、秋田縣、山形縣、福島縣、茨城縣、千葉縣、栃木縣、群馬縣、埼玉縣、東京都、神奈川縣（御殿場線除外）、新潟縣（大糸線除外）、山梨縣（身延線除外）、長野縣（飯田線、中央本線鹽尻站以西及大糸線南小谷站以北除外）、靜岡縣（只限東海道本線熱海站以東及伊東線）的各都縣舊國鐵的在來線與東北新幹線、上越新幹線、北陸新幹線，連同山形新幹線、秋田新幹線的通稱新幹線直行特急為營運基礎。

### 現有路線

#### 新幹線
| 分類   | 中文線名   | 日文線名 | 路線           | 實際營運路線 | 營業距離（公里） | 路線編號、愛稱、通稱                                                                                           | 備註                                                                          |
| ------ | ---------- | -------- | -------------- | ------------ | ---------------- | --- | ----------------------------------------------------------------------------- |
| 新幹線 | 東北新幹線 |          | 東京－新青森   | 東京－新青森 | 713.7            | 共用路段： 上越新幹線（東京－大宮） 北陸新幹線（東京－大宮） 山形新幹線（東京－福島） 秋田新幹線（東京－盛岡） | 實際距離為674.9公里， 有些班次會營運： 東北・北海道新幹線（東京－新函館北斗） |
| 新幹線 | 上越新幹線 |          | 大宮－新潟     | 東京－新潟   | 303.6            | 共用路段： 北陸新幹線（大宮－高崎）                                                                            | 實際距離為269.5公里                                                           |
| 新幹線 | 北陸新幹線 |          | 高崎－上越妙高 | 東京－敦賀   | 176.9            | | JR西日本管轄： 上越妙高－敦賀                                                 |
| 新幹線 | 山形新幹線 |          | 福島－新庄     | 東京－新庄   | 148.6            | | 迷你新幹線，有些班次的車輛會在東京至福島與東北新幹線的車輛加掛                |
| 新幹線 | 秋田新幹線 |          | 盛岡－秋田     | 東京－秋田   | 127.3            | | 迷你新幹線，有些班次的車輛會在東京至盛岡與東北新幹線的車輛加掛                |

#### 幹線（在來線）
| 分類       | 中文線名   | 日文線名                                 | 路段                             | 營業距離（公里）                                       | 路線編號、愛稱、通稱、營運直通模式 | 備註                                                                                                   |
| ---------- | ---------- | ---------------------------------------- | -------------------------------- | ------------------------------------------------------ | --- | --- |
| 幹線       | 山手線     |                                          | 品川－新宿－田端                 | 20.6                                                   | 山手線（東京－東京）（循環線） 湘南新宿線（田端－蛇窪信號場） 埼京線（池袋－大崎） 相鐵·JR直通線（品川－新宿） | |
| 幹線       | 根岸線     |                                          | 大船－橫濱                       | 22.1                                                   | 根岸線及京濱東北線（大船－大宮） | |
| 幹線       | 京濱東北線 |                                          | 橫濱－大宮                       | 59.1                                                   | 根岸線及京濱東北線（大船－大宮） | |
| 幹線       | 橫濱線     |                                          | 東神奈川－八王子                 | 42.6                                                   | 櫻木町－八王子 | |
| 幹線       | 南武線     |                                          | 川崎－立川                       | 35.5                                                   | | |
| 幹線       | 南武線     | 尻手－濱川崎                             | 4.1                              | 南武支線                                               | | |
| 幹線       | 南武線     | 尻手－新鶴見信號場－鶴見                 | 5.4                              | 相鐵·JR直通線（新鶴見信號場－鶴見）                    | | |
| 幹線       | 武藏野線   |                                          | 鶴見－西船橋                     | 100.6                                                  | 武藏野線（府中本町－ 西船橋） 相鐵·JR直通線（鶴見－新鶴見信號場） | 鶴見－新鶴見信號場段3.9公里與東海道本線支線重複 鶴見－府中本町段沒有旅客營業列車。但有臨時旅客列車途經 |
| 幹線       | 武藏野線   | 西浦和－別所信號場－與野                 | 4.9                              | 大宮支線                                               | 旅客車費以武藏浦和站途經南浦和站計算 定期列車「武藏野號」與臨時列車途經 | |
| 幹線       | 武藏野線   | 武藏浦和－別所信號場                     | 沒有                             | 西浦和支線                                             | 定期列車「下總號」與臨時列車途經 | |
| 幹線       | 武藏野線   | 新小平－國立                             | 5.0                              | 國立支線                                               | 旅客車費以途經西國分寺站計算 定期列車「下總號」與臨時列車途經 | |
| 幹線       | 武藏野線   | 南流山－北小金                           | 2.9                              | 北小金支線                                             | 臨時列車途經 | |
| 幹線       | 武藏野線   | 南流山－馬橋                             | 3.7                              | 馬橋支線                                               | 旅客車費以途經新松戶站計算 臨時列車途經 | |
| 幹線       | 京葉線     |                                          | 東京－蘇我                       | 43.0                                                   | | |
| 幹線       | 京葉線     | 市川鹽濱－西船橋                         | 5.9                              | 高谷支線 （武蔵野線直通：東京－府中本町）              | | |
| 幹線       | 京葉線     | 西船橋－南船橋                           | 5.4                              | 二俁支線 （武蔵野線直通：府中本町-海濱幕張）           | | |
| 幹線       | 赤羽線     |                                          | 池袋－赤羽                       | 5.5                                                    | 埼京線 （新木場/大崎－川越） | |
| 幹線       | ■川越線    |                                          | 大宮－高麗川                     | 30.6                                                   | 埼京線 （新木場/大崎－川越） | |
| 幹線       | ■中央本線  |                                          | 東京－鹽尻                       | 222.1                                                  | 中央線（東京－高尾） 中央總武線（千葉－三鷹） 中央本線（高尾－大月） 中央本線（大月 - 鹽尻) 中央本線（初狩－小淵澤） | 東京－神田段1.3公里與東北本線重複 代代木－新宿段0.7公里與山手線重複 名古屋－鹽尻段由JR東海管轄         |
| 幹線       | ■中央本線  | 岡谷－辰野－鹽尻                         | 27.7                             | ■辰野支線                                              | | |
| 幹線       | 中央總武線 |                                          | 三鷹 －千葉                      | 60.2                                                   | | |
| 幹線       | 橫須賀線   |                                          | 大船－久里濱                     | 23.9                                                   | 橫須賀·總武線（千葉－久里濱） 湘南新宿線（大船－逗子） | |
| 幹線       | ■總武本線  |                                          | 東京－銚子                       | 120.5                                                  | 總武線（東京－千葉） 中央總武線（三鷹－千葉） 成田線（千葉－佐倉） ■ 成田線（松岸－銚子） | |
| 幹線       | ■總武本線  | 錦糸町－御茶之水                         | 4.3                              | 中央總武線 （千葉－三鷹 ）                             | | |
| 幹線       | ■總武本線  | 小岩－金町                               | 8.9                              | 新金貨物線                                             | 小岩－新小岩信號場段2.3公里與本線重複 沒有旅客營業 | |
| 幹線       | ■總武本線  | 小岩－越中島貨物站                       | 11.7                             | 越中島支線                                             | 小岩－新小岩信號場段2.3公里與本線重複 新小岩信號場－龜戶段與本線並行 沒有旅客營業 | |
| 幹線       | 青梅線     |                                          | 立川－奧多摩                     | 37.2                                                   | 東京歷險線（青梅－奧多摩） | |
| 幹線       | 五日市線   |                                          | 拜島－武藏五日市                 | 11.1                                                   | | |
| 幹線       | 鶴見線     |                                          | 鶴見－扇町                       | 7.0                                                    | 鶴見線 | |
| 幹線       | 鶴見線     | 淺野－海芝浦                             | 1.7                              | 鶴見線 海芝浦支線                                      | | |
| 幹線       | 鶴見線     | 武藏白石－大川                           | 1.0                              | 鶴見線 大川支線                                        | | |
| 幹線       | ■相模線    |                                          | 茅崎－橋本                       | 33.3                                                   | | |
| 幹線       | 東海道本線 |                                          | 東京－熱海                       | 104.6                                                  | 東海道線（東京－熱海） 山手線（東京－品川） 京濱東北線（東京－橫濱） ■ 常磐線（東京－品川） 湘南新宿線（鶴見－大船） | 與JR東海的邊界位於丹那隧道東口附近 熱海－米原段為JR東海管轄 米原－神戶段為JR西日本管轄                 |
| 幹線       | 東海道本線 |                                          | 品川－蛇窪信號場－武藏小杉－鶴見 | 17.8                                                   | 品鶴線 橫須賀線（東京 －久里濱) 湘南新宿線（蛇窪信號場－鶴見） 相鐵·JR直通線（品川－鶴見） | |
| 幹線       | 東海道本線 | 濱松町－東京貨物總站－川崎貨物站－濱川崎 | 20.6                             | 東海道貨物線                                           | 沒有旅客營業 | |
| 幹線       | 東海道本線 | 鶴見－八丁畷                             | 2.3                              | 東海道貨物線                                           | 沒有旅客營業 | |
| 幹線       | 東海道本線 | 鶴見－東高島站－櫻木町                   | 8.5                              | 高島線                                                 | 沒有旅客營業 | |
| 幹線       | 東海道本線 | 入江信號場－新興                         | 2.7                              | 新興線                                                 | 沒有旅客營業。旅客鐵道會社沒有設定營業距離 現在已經撤去軌道，事實上廢線 | |
| 幹線       | 東海道本線 | 鶴見－橫濱羽澤•羽澤橫濱國大－東戶塚      | 16.0                             | 東海道貨物線 相鐵·JR直通線（鶴見－羽澤橫濱國大）       | 湘南Liner途經 | |
| 幹線       | ■東北本線  |                                          | 東京－盛岡                       | 535.3                                                  | 山手線（田端－東京） 京濱東北線（大宮－東京） 宇都宮線（東京－大宮） ■宇都宮線（大宮－黑磯） ■烏山線（宇都宮－寶積寺） 高崎線（東京－大宮） ■ 常磐線（品川－土浦） 常磐快速線（上野－ 取手) 湘南新宿線（大宮－田端） ■上野東京線（東京－上野） ■水郡線（安積永盛－郡山） 仙台機場Access線（名取－仙台） ■常磐線（岩沼－仙台） ■仙石東北線（仙台－松島） | |
| 幹線       | ■東北本線  | 日暮里－尾久－赤羽                       | 7.6公里                          | 尾久支線 宇都宮線 （東京－大宮） 高崎線 （東京－大宮） | | |
| 幹線       | ■東北本線  | 赤羽－武藏浦和－大宮                     | 18.0                             | 埼京線                                                 | | |
| 幹線       | ■東北本線  | 長町－仙台貨物總站－東仙台               | 6.6                              | 宮城野貨物線                                           | 沒有旅客營業 | |
| 幹線       | ■東北本線  | 岩切－利府                               | 4.2                              | ■利府線                                                | | |
| 幹線       | ■東北本線  | 松島－高城町                             | 0.3                              | ■仙石線 ■仙石東北線                                    | | |
| 幹線       | ■高崎線    |                                          | 大宮－高崎                       | 74.7                                                   | ■八高線（倉賀野－高崎） | |
| 幹線       | ■常磐線    |                                          | 日暮里－岩沼                     | 343.1                                                  | 常磐快速線（上野－取手） 常磐緩行線（綾瀨－取手） ■常磐線 (品川 - 土浦) | |
| 幹線       | ■常磐線    | 三河島－隅田川－南千住                   | 5.7                              | 隅田川貨物線                                           | 沒有旅客營業 | |
| 幹線       | ■常磐線    | 三河島－田端                             | 1.6                              | 田端貨物線                                             | 沒有旅客營業 | |
| 幹線       | ■上越線    |                                          | 高崎－宮內                       | 162.6                                                  | ■兩毛線（高崎－新前橋） ■吾妻線（高崎－澀川） ■高崎線（高崎－新前橋） 北越急行■北北線（越後湯澤－六日町） | |
| 幹線       | ■上越線    | 越後湯澤－Gala湯澤                       | 1.8                              | 冬季班次： Gala湯澤支線 （上越新幹線）                 | 實質為新幹線路線 | |
| 幹線       | ■兩毛線    |                                          | 小山－新前橋                     | 84.4                                                   | ■高崎線（新前橋－前橋） | |
| 幹線       | ■水戶線    |                                          | 小山－友部                       | 50.2                                                   | | |
| 幹線       | ■外房線    |                                          | 千葉－安房鴨川                   | 93.3                                                   | ■內房線（千葉－蘇我） | |
| 幹線       | ■內房線    |                                          | 蘇我－木更津－安房鴨川           | 119.4                                                  | ■內房線 (千葉－安房鴨川) | |
| 幹線       | ■成田線    |                                          | 佐倉－松岸                       | 75.4                                                   | 總武線（佐倉－成田） ■鹿島線（佐原－香取） | |
| 幹線       | ■成田線    | 我孫子－成田                             | 32.9                             | ■我孫子支線                                            | | |
| 幹線       | ■成田線    | 成田－成田機場                           | 10.8                             | 總武線 機場支線                                        | | |
| 幹線       | 伊東線     |                                          | 熱海－伊東                       | 16.9                                                   | | 熱海－來宮段1.2公里與JR東海的東海道本線重複                                                            |
| 幹線       | ■信越本線  |                                          | 高崎－橫川                       | 29.7                                                   | | |
| 幹線       | ■信越本線  | 篠之井－長野                             | 9.3                              |                                                        | | |
| 幹線       | ■信越本線  | 直江津－新潟                             | 136.3                            | 北越急行■北北線（犀潟－直江津） ■上越線（宮內－長岡）  | | |
| 幹線       | ■篠之井線  |                                          | 篠之井－鹽尻                     | 66.7                                                   | | 與軌道名稱公告的起終點相反                                                                             |
| 幹線       | ■羽越本線  |                                          | 新津－秋田                       | 271.7                                                  | ■陸羽西線（余目－酒田） | |
| 幹線       | ■白新線    |                                          | 新潟－新發田                     | 27.3                                                   | | 新潟－上沼垂信號場段1.9公里與信越本線重複 軌道名稱上起終點相反                                         |
| 幹線       | ■磐越西線  |                                          | 郡山－新津                       | 175.6                                                  | 森與水與浪漫的鐵道（會津若松－新津） | |
| 幹線       | ■仙山線    |                                          | 仙台－羽前千歲                   | 58.0                                                   | | |
| 幹線       | ■仙石線    |                                          | 青葉通－石卷                     | 50.2                                                   | ■仙石東北線（高城町－石卷） | |
| 幹線       | ■奧羽本線  |                                          | 福島－青森                       | 484.5                                                  | ■山形線（福島－新庄） ■左澤線（山形－北山形） ■仙山線（山形－羽前千歲） ■男鹿線（福島－新庄） ■五能線（川部－弘前） ■山形新幹線（福島－新庄） ■秋田新幹線（大曲－秋田） | |
| 地方交通線 | ■八高線    |                                          | 八王子－倉賀野                   | 92.0                                                   | | |
| 地方交通線 | ■吾妻線    |                                          | 澀川－大前                       | 55.3                                                   | | |
| 地方交通線 | ■烏山線    |                                          | 寶積寺－烏山                     | 20.4                                                   | | |
| 地方交通線 | ■日光線    |                                          | 宇都宮－日光                     | 40.5                                                   | | |
| 地方交通線 | ■水郡線    |                                          | 水戶－安積永盛                   | 137.5                                                  | | |
| 地方交通線 | ■水郡線    | 上菅谷－常陸太田                         | 9.5                              | ■常陸太田支線                                          | | |
| 地方交通線 | ■鹿島線    |                                          | 香取－鹿島足球場                 | 17.4                                                   | 鹿島臨海鐵道■大洗鹿島線（鹿島神宮－鹿島足球場） | |
| 地方交通線 | ■久留里線  |                                          | 木更津－上總龜山                 | 32.2                                                   | | |
| 地方交通線 | ■東金線    |                                          | 大網－成東                       | 13.8                                                   | | |
| 地方交通線 | ■小海線    |                                          | 小淵澤－小諸                     | 78.9                                                   | 八岳高原線 | |
| 地方交通線 | ■飯山線    |                                          | 豐野－越後川口                   | 96.7                                                   | | |
| 地方交通線 | ■大糸線    |                                          | 松本－南小谷                     | 70.1                                                   | | 南小谷－糸魚川段為JR西日本管轄                                                                         |
| 地方交通線 | ■越後線    |                                          | 柏崎－吉田－新潟                 | 83.8                                                   | | |
| 地方交通線 | ■彌彥線    |                                          | 東三條－彌彥                     | 17.4                                                   | | 軌道名稱上起終點相反                                                                                   |
| 地方交通線 | ■米坂線    |                                          | 米澤－坂町                       | 90.7                                                   | | |
| 地方交通線 | ■只見線    |                                          | 會津若松－小出                   | 135.2                                                  | 會津鐵道■會津線（會津若松－西若松） | 基本計劃上起點與終點相反                                                                               |
| 地方交通線 | ■磐越東線  |                                          | 磐城－郡山                       | 85.6                                                   | 悠悠阿武隈線 | |
| 地方交通線 | ■石卷線    |                                          | 小牛田－女川                     | 44.9                                                   | ■氣仙沼線（涌谷－小牛田） ■仙石東北線（石卷－女川） | |
| 地方交通線 | ■氣仙沼線  |                                          | 前谷地－柳津                     | 17.5                                                   | | |
| 地方交通線 | ■大船渡線  |                                          | 一之關－氣仙沼                   | 62.0                                                   | 龍鐵道大船渡線 | |
| 地方交通線 | ■陸羽東線  |                                          | 小牛田－新                       | 94.1                                                   | 奧之細道湯煙線 | |
| 地方交通線 | ■陸羽西線  |                                          | 新－余目                         | 43.0                                                   | 奧之細道最上川線 | |
| 地方交通線 | ■北上線    |                                          | 北上－橫手                       | 61.1                                                   | | |
| 地方交通線 | ■釜石線    |                                          | 花－釜石                         | 90.2                                                   | 銀河夢鐵道釜石線 | |
| 地方交通線 | ■山田線    |                                          | 盛岡－宮古                       | 102.1                                                  | | |
| 地方交通線 | ■花輪線    |                                          | 好摩－大館                       | 106.9                                                  | 十和田八幡平四季彩線 | |
| 地方交通線 | ■八戶線    |                                          | 八戶－久慈                       | 64.9                                                   | 海貓鐵道八戶市內線（八戶－鮫） | |
| 地方交通線 | ■大湊線    |                                          | 野邊地－大湊                     | 58.4                                                   | 玫瑰海灣大湊線 | |
| 地方交通線 | ■津輕線    |                                          | 青森－三廄                       | 55.8                                                   | | 中小國－新中小國信號場段2.3公里與JR北海道海峽線重複                                                    |
| 地方交通線 | ■左澤線    |                                          | 北山形－左澤                     | 24.3                                                   | 水果鐵道左澤線 | |
| 地方交通線 | ■田澤湖線  |                                          | 盛岡－大曲                       | 75.6                                                   | ■秋田新幹線 | |
| 地方交通線 | ■男鹿線    |                                          | 追分－男鹿                       | 26.6                                                   | 男鹿生禿線 | |
| 地方交通線 | ■五能線    |                                          | 東能代－川部                     | 147.2                                                  | | |
| BRT        | ■氣仙沼線  |                                          | 前谷地－氣仙沼                   | 72.8                                                   | | |
| BRT        | ■大船渡線  |                                          | 氣仙沼－盛                       | 43.7                                                   | | |
| BRT        | ■大船渡線  | 氣仙沼－上鹿折                           | 7.2                              |                                                        | | |
| BRT        | ■大船渡線  | 陸前高田－陸前矢作                       | 5.9                              |                                                        | | |

- 上越新幹線為與東北新幹線（東京－大宮）的合稱。
- 北陸新幹線為與東北新幹線（東京－大宮）及上越新幹線（大宮－高崎）的合稱。
- 山形新幹線為與東北新幹線（東京－福島）及奧羽本線（福島－新庄）的合稱。
- 秋田新幹線為與東北新幹線（東京－盛岡）、田澤湖線（盛岡－大曲）及奧羽本線（大曲－秋田）的合稱。
- 湘南新宿線為與東北本線（大宮－田端）、山手線（田端－蛇窪信號場）及東海道本線（蛇窪信號場－大船）的合稱。
- 埼京線為與山手線（大崎－池袋）、赤羽線全線及東北本線（赤羽－大宮）的合稱。
- 京濱東北線為與東北本線（大宮－東京）及東海道本線（東京－橫濱）的合稱。
- 仙台機場Access線為與東北本線（名取－仙台）及仙台機場鐵道的仙台機場線的合稱。
- 仙石東北線為與東北本線（仙台－松島－高城町）及仙石線（高城町－石卷）的合稱。

### 廢除路線
| 分類       | 中文線名 | 日文線名         | 路段             | 營業距離（公里）                                                                           | 廢除日期                                                            | 備註                                                                                            |
| ---------- | -------- | ---------------- | ---------------- | ------------------------------------------------------------------------------------------ | ------------------------------------------------------------------- | ----------------------------------------------------------------------------------------------- |
| 幹線       | 信越本線 |                  | 橫川－輕井澤     | 11.2                                                                                       | 1997年10月1日                                                       | 伴隨北陸新幹線高崎－長野段通車而廢除 轉移至 JR巴士關東                                          |
| 幹線       | 信越本線 | 輕井澤－篠之井   | 65.6             | 伴隨北陸新幹線高崎－長野段通車而廢除 轉移至 信濃鐵道■信濃鐵道線                            | 1997年10月1日                                                       |                                                                                                 |
| 幹線       | 信越本線 | 長野－妙高高原   | 37.3             | 2015年3月14日                                                                              | 伴隨北陸新幹線長野－金澤段通車而廢除 轉移至 信濃鐵道■北信濃線       |                                                                                                 |
| 幹線       | 信越本線 | 妙高高原－直江津 | 38.0             | 2015年3月14日                                                                              | 伴隨北陸新幹線長野－金澤段通車而廢除 轉移至 越後心跳鐵道■妙高躍馬線 |                                                                                                 |
| 幹線       | 東北本線 |                  | 盛岡－目時       | 82.0                                                                                       | 2002年12月1日                                                       | 伴隨東北新幹線盛岡－八戶段通車而廢除 轉移至 IGR岩手銀河鐵道■岩手銀河鐵道線                      |
| 幹線       | 東北本線 | 目時－八戶       | 25.9             | 伴隨東北新幹線盛岡－八戶段通車而廢除 轉移至 青森鐵道■青森鐵道線                            | 2002年12月1日                                                       |                                                                                                 |
| 幹線       | 東北本線 | 八戶－青森       | 96.0             | 2010年12月4日                                                                              | 伴隨東北新幹線八戶－新青森段通車而廢除 轉移至 青森鐵道■青森鐵道線   |                                                                                                 |
| 地方交通線 | 會津線   |                  | 西若松－會津高原 | 57.4                                                                                       | 1987年7月16日                                                       | 被指定為第2次特定地方交通線而廢除 轉移至 會津鐵道■會津線                                        |
| 地方交通線 | 木原線   |                  | 大原－上總中野   | 26.9                                                                                       | 1988年3月24日                                                       | 被指定為第1次特定地方交通線而廢除 轉移至 夷隅鐵道■夷隅線                                        |
| 地方交通線 | 真岡線   |                  | 下館－茂木       | 42.0                                                                                       | 1988年4月11日                                                       | 被指定為第2次特定地方交通線而廢除 轉移至 真岡鐵道真岡線                                         |
| 地方交通線 | 長井線   |                  | 赤湯－荒砥       | 30.6                                                                                       | 1988年10月25日                                                      | 被指定為第3次特定地方交通線而廢除 轉移至 山形鐵道■花長井線                                      |
| 地方交通線 | 足尾線   |                  | 桐生－間藤       | 44.1                                                                                       | 1989年3月29日                                                       | 被指定為第2次特定地方交通線而廢除 轉移至渡良瀨溪谷鐵道■WK 渡良瀨溪谷線                          |
| 地方交通線 | 足尾線   | 間藤－足尾本山   | 1.9              | 被指定為第2次特定地方交通線而廢除 渡良瀨溪谷鐵道以鐵道事業免許方式繼承（1998年6月2日失效） | 1989年3月29日                                                       |                                                                                                 |
| 地方交通線 | 岩泉線   |                  | 茂市站－岩泉站   | 38.4                                                                                       | 2014年4月1日                                                        | 因泥沙災害伴隨的脱線事故，於2010年7月31日起無法通行 轉移至東日本交通（巴士）                    |
| 地方交通線 | 山田線   |                  | 宮古－釜石       | 55.4                                                                                       | 2019年3月23日                                                       | 伴隨東日本大地震，2011年3月11日起無法通行 JR東日本負責復舊工程，轉移至三陸鐵道■谷灣線後恢復運行 |
| 地方交通線 | 氣仙沼線 |                  | 柳津-氣仙沼      | 55.3                                                                                       | 2020年4月1日                                                        | 伴隨東日本大地震，2011年3月11日起無法通行 由2012年开始运行的BRT代替运行                         |
| 地方交通線 | 大船渡線 |                  | 氣仙沼-盛        | 43.7                                                                                       | 2020年4月1日                                                        | 伴隨東日本大地震，2011年3月11日起無法通行 由2012年开始运行的BRT代替运行                         |

## 與其他JR公司的分界站
線區所屬公司將JR東日本設為〔東〕，同樣將JR北海道、JR東海和JR西日本分別用〔北〕、〔海〕和〔西〕的例子來表示。

JR東日本是JR集團六家旅客鐵道公司中，唯一一家管轄所有與其他JR公司分界站的在來線站區。
- ●：全面由本公司管轄
- ▲：在來線路部分由本公司管轄，新幹線部分由對方的旅客鐵路公司管轄

JR北海道
- ●中小國站〔東〕津輕線・〔北〕海峽線
- ●新青森站〔東〕奧羽本線、東北新幹線・〔北〕北海道新幹線

JR東海
- ▲東京站〔東〕東海道本線、東北本線、中央本線、總武本線、京葉線、東北新幹線・〔海〕東海道新幹線
- ▲品川站〔東〕東海道本線、山手線・〔海〕東海道新幹線
- ▲新橫濱站〔東〕橫濱線・〔海〕東海道新幹線
- ●國府津站〔東〕東海道本線・〔海〕御殿場線
- ▲小田原站〔東〕東海道本線・〔海〕東海道新幹線
- ▲熱海站〔東〕東海道本線、伊東線・〔海〕東海道本線、東海道新幹線
- ●甲府站〔東〕中央本線・〔海〕身延線
- ●辰野站〔東〕中央本線・〔海〕飯田線
- ●鹽尻站〔東〕中央本線、篠之井線・〔海〕中央本線

JR西日本
- ●南小谷站〔東〕大糸線・〔西〕大糸線
- ●上越妙高站〔東〕北陸新幹線・〔西〕北陸新幹線（僅限新幹線範圍，在來線範圍由越後心跳鐵道管理）

## 列車

### 現行列車

#### 新幹線
- 東北、山形、秋田新幹線
  - 隼（北海道新幹線直通，部份使用JR北海道車輛）
  - 疾風（部份直通北海道新幹線，僅使用自有車輛）
  - 山彥（部份使用JR北海道車輛，但僅在JR東日本線內行駛）
  - 小町
  - 翼
  - 那須野
- 上越新幹線
  - 朱鷺
  - 谷川
- 北陸新幹線
  - 光輝（部份為JR西日本）
  - 白鷹（部份為JR西日本）
  - 淺間（部份使用JR西日本車輛，但僅在JR東日本線內行駛）
- 觀光列車
  - Toreiyu Tsubasa
  - GENBI SHINKANSEN（現美新幹線）

#### 在來線
- 特急列車
  - 津輕
  - 稻穗
  - 白雪
  - 日光、SPACIA日光（「SPACIA日光」是東武鐵道列車）
  - 鬼怒川、SPACIA鬼怒川（「SPACIA鬼怒川」是東武鐵道列車）
  - 草津
  - 赤城、Swallow赤城
  - 水上（臨時）
  - 常陸、常盤
  - 成田特快
  - 若潮
  - 細波
  - 潮騷
  - 梓、超級梓
  - 甲斐路
  - 湘南
  - 甲信特快（臨時）
  - 踴子、Saphir踴子
  - Resort踴子（臨時、伊豆急行）
  - Marine Express踊子（臨時）
  - （Wide View）信濃（JR東海）
  - Sunrise出雲（JR西日本、JR東海）
  - Sunrise瀨戶（JR西日本、JR東海）
- 快速列車、Home Liner
  - Aterui
  - ACTY
  - Urban
  - Rabbit
  - 武藏野
  - 下總
  - 水篶
  - 紅花
  - 阿賀野
  - 仙台City Rabbit
  - 最上川
  - 濱百合
  - 谷灣
  - 下北
  - 雪兔（北越急行）
  - 假日快速奧多摩、秋川
  - AIZU Mount Express（會津鐵道）
- 觀光列車
  - SL磐越物語
  - SL水上
  - SL銀河
  - POKEMON列車氣仙沼號
  - TOHOKU EMOTION
  - FruiTea福島
  - Oykot
  - 越乃Shu*Kura、湯澤Shu*Kura、柳都Shu*Kura
  - Resort 白神號列車
  - IZU CRAILE（伊豆CRAILE）
  - HIGH RAIL、HIGH RAIL 星空

- 團體專用列車、巡遊列車
  - TRAIN SUITE 四季島
  - THE ROYAL EXPRESS（伊豆急行）
  - B.B.BASE內房、B.B.BASE外房、B.B.BASE銚子、B.B.BASE佐原

## 相關企業

### 運輸業
- 東京單軌電車
- JR巴士關東
- JR巴士東北
- JR東日本租車
- JR東日本物流

### 飯店業、車站大樓、不動產業
- LUMINE
- atre
  - atre、atre vie、Boxhill（取手站）、微風艾妥列南山等的經營。
  - 經營子公司高崎總站大樓營運的以下設施
    - 高崎Montres（高崎站），AZ熊谷（熊谷站），高崎、前橋、上尾、籠原站站內商業設施「E'site」。

  - 經營子公司宇都宮車站開發營運的以下設施
    - PASEO（宇都宮站）、VAL（小山站、古河站）。

  - 經營子公司水戶車站開發營運的以下設施
    - excel、excel南（以上水戶站）、磐城車站大樓。
- JR東日本大樓
  - 營運GranTokyo南塔、SapiaTower、METROPOLITAN PLAZA大樓、JR新宿MIRAINA TOWER等辦公大樓。
- JR東日本建築設計事務所
  - 車站等鐵道相關設施、車站大樓等商業設施的新建與改建，飯店、辦公大樓、集合住宅與文化設施等設計與監理、設計工作。
- JR東日本都市開發
  - 高架下開發與營運Popo Shapo、Beans、Alucard、2K540、ecute赤羽等。
- 日本飯店
  - 營運首都圈的大都會飯店與METS飯店、東京車站大飯店與JR東日本集團首家海外飯店JR東日本大飯店 台北等。
- 盛岡車站大樓
  - 營運FES"AN（盛岡站）、盛岡大都會大飯店。
- 仙台車站大樓
  - 營運仙台、福島、郡山、山形車站大樓的商業設施「S-PAL」、仙台大都會大飯店、山形大都會大飯店。
- 秋田車站大樓
  - 營運Topico（秋田站）、秋田大都會大飯店。
- JR東日本青森商業開發
  - 營運LOVINA、A-FACTORY（以上青森站）、青森旬味館（新青森站）、APPLIESE（弘前站）。
- JR東日本商業開發
  - 營運Granduo（立川站、蒲田站）。
- JR東京西車站大樓開發
  - 營運CELEO八王子（北館、南館）、CELEO國分寺、CELEO相模原、CELEO甲府、CELEO武藏小金井、西八王子LONLON。
- 橫濱車站大樓
  - 營運CIAL鶴見（鶴見站）、CIAL櫻木町（櫻木町站）、CIAL鎌倉（鎌倉站）、CIAL PLAT（東神奈川站）、EKIST鹿島田（鹿島田站）、プチール港南台（港南台站）等。
- 湘南車站大樓
  - 營運茅崎、平塚、小田原、熱海站車站大樓「LUSCA」。
- JR東日本零售網
  - 營運大宮、品川、立川、日暮里、上野、東京站站內商業設施ecute。Dila（上野、大崎、高圓寺、阿佐谷、大宮、海濱幕張、蘇我）。
- 車站大樓MIDORI
  - 營運MIDORI（長野站、松本站）、Mont8（茅野站）。
- Tokky
  - 營運CoCoLo（新潟站、長岡站、越後湯澤站）。

### 旅行、休閒産業
- 碧悠鐡路旅遊服務公司 (View Travel Service)
  - 大人假日倶樂部會員服務、國內旅行企劃販售、訪日旅行、海外旅行。
- GALA湯澤
  - 營運GALA湯澤滑雪場。
- JR東日本體育
  - 營運運動俱樂部「JEXER」。
- JR東日本創造旅遊（創造旅行社股份有限公司）
  - JR東日本旗下碧悠鐡路旅遊服務公司及日本航空集團旗下JALPAK分別持有三分之二及三分之一股份）

### 餐飲、零售業
- JR東日本商事  （页面存档备份，存于）
- JR東日本零售網
  - 營運Kiosk、NewDays（便利商店）。
- JR東日本食品公司
  - 營運Becker's、BECK'S COFFEE SHOP等餐飲店。
- 日本餐廳公司
  - 車內販售與餐廳經營等，營運製菓工場十日町健康工廠。
- JR東日本水公司
  - 繼承JR高崎商事飲料品牌「大清水」與各地區飲料事業。
- 紀之國屋

### 派遣業
- JR東日本人才服務  （页面存档备份，存于）
  - 首都圈主要車站指定席售票機介紹人員與鐵道博物館員工等人力仲介業務

### 廣告代理業
- JR東日本企劃
  - 精靈寶可夢、新幹線戰士動畫版等版權管理事業

### 體育
- 市原千葉JEF聯
  - JR東日本與古河電氣工業出資的J聯盟球隊

### 鐵道車輛製造
- 綜合車輛製作所
  - 2011年4月繼承東急車輛製造的子公司。

### 其他
- JR東日本STARTUP  （页面存档备份，存于）
  - 投資新興企業的創業投資。
- JR東日本LIFE XERVICE  （页面存档备份，存于）
- JR東日本NET STATION  （页面存档备份，存于）
- JR東日本機電工程
- JR東日本技術
- JR東日本資訊系統
- orangepage
  - 出版主婦向雜誌「orangepage」。
- JR東日本建築設計事務所
- JR東日本顧問
- 新日本麻布
- Viewcard
  - 信用卡事業。
- 新宿南能源服務
  - 區域供熱事業

### 適用持分法企業
- JTB
- 中央警備保障

### 相關團體
- 東日本鐵道文化財團
  - 營運鐵道博物館、青梅鐵道公園等
- 交通博物館（2006年5月14日閉館）

### 其他出資企業
- 埼玉新都市交通 - 營運New Shuttle。出資比率約35%。
- 東京臨海高速鐵道 - 營運臨海線。
- 交通新聞社
- UQ Communications
- 成田機場高速鐵道
- 仙台機場鐵道
- 日本旅行 - 2002年起成為JR西日本的連結子公司。
- 台灣捷爾東事業開發股份有限公司 - 經營訪日旅行服務，同時提供JR東日本集團車站及周邊開發的技術，車站構內、車站便當、旅館等開發。[42]
- 英國 West Midlands Trains - 15%。[3] （荷蘭鐵路子公司 Abellio（英语：Abellio (transport company)） 70%、三井物產 15%）

## 外部連結
- JR東日本 （页面存档备份，存于）（日語）（英文）（繁體中文）（简体中文）
- JR東日本路線圖 （页面存档备份，存于）
- JR東日本的Facebook專頁
- JR東日本的X（前Twitter）
- JR東日本 （页面存档备份，存于）的Youtube官方頻道